# 鲁瓦亚河畔布雷伊站
鲁瓦亚河畔布雷伊站是法国的一个铁路车站，位于法国城市鲁瓦亚河畔布雷伊。

## 位置
鲁瓦亚河畔布雷伊站位于鲁瓦亚河畔布雷伊市区的北部，科尼－文蒂米利亚铁路77.717公里处，同时也是尼斯－鲁瓦亚河畔布雷伊铁路的终点，距离尼斯大约44公里。车站大致呈南北走向，开口朝东，面向鲁瓦亚河。
自2017年9月4日至2018年4月28日，鲁瓦亚河畔布雷伊站所在的科尼－文蒂米利亚铁路进行了大范围的翻新改造，其间的铁路客运改由公路代替。

## 停靠线路
以下列车线路在鲁瓦亚河畔布雷伊站停靠：
| 鲁瓦亚河畔布雷伊站列车线路表 |            |                   |          |              |
| 线路                         | 车种       | 上一站            | 下一站   | 大致运行频率 |
| 尼斯—滕德                    | TER        | 索斯佩勒          | 丰唐     | 每天4趟左右  |
| 尼斯—鲁瓦亚河畔布雷伊        | TER        | 索斯佩勒          | （终点） | 每天7趟左右  |
| 文蒂米利亚—滕德/科尼         | Trenitalia | 奥利韦塔-圣米歇尔 | 丰唐     | 每天6趟左右  |
| 1.                           |            |                   |          |              |

## 配套交通

### 长途客车
鲁瓦亚河畔布雷伊站附近暂无固定的大巴车或市区公交线路，仅在某条铁路线施工或罢工时，SNCF或意大利铁路可能会提供临时的大巴车线路。
鲁瓦亚河畔布雷伊站可预订私人汽车租赁服务，其门口设有社会车辆停车场。

### 城市公共交通
鲁瓦亚河畔布雷伊站附近暂无城市公共交通线路。

## 临近车站
| 鲁瓦亚河畔布雷伊站（Gare de Breil-sur-Roya） |                            |                            |
| 上行车站                                     | 线路                       | 下行车站                   |
| 丰唐-索尔日站 6.9km ←                        | 科尼－文蒂米利亚铁路       | 奥利韦塔圣米歇尔站 → 8.7km |
| 索斯佩勒站 10.6km ←                          | 尼斯－鲁瓦亚河畔布雷伊铁路 | （终点）                   |
| - 本表仅显示运营中的线路及车站               |                            |                            |